# Bothriuridae
Bothriuridae vormt een familie binnen de orde der schorpioenen. De familie bestaat uit 14 geslachten, waarin 120 soorten bevat zitten. De meeste soorten leven in Zuid-Amerika, Afrika, Azië en Australië. Soorten uit het geslacht Cercophonius worden zelfs in de Himalaya aangetroffen.

## Geslachten
- Bothriurus
- Brachistosternus
- Brazilobothriurus
- Centromachetes
- Cercophonius
- Lisposoma
- Orobothriurus
- Pachakutej
- Phoniocercus
- Tehuankea
- Thestylus
- Timogenes
- Urophonius
- Vachonia